# District de Blansko
Le district de Blansko (en tchèque : okres Blansko) est un des sept districts de la région de Moravie-du-Sud, en Tchéquie. Son chef-lieu est la ville de Blansko.

## Liste des communes
Le district compte 116 communes, dont 8 ont le statut de ville (město, en gras) et 9 celui de bourg (městys, en italique) :
Adamov •
Bedřichov •
Benešov •
Blansko •
Bořitov •
Borotín •
Boskovice •
Brťov-Jeneč •
Bukovina •
Bukovinka •
Býkovice •
Černá Hora •
Černovice •
Cetkovice •
Chrudichromy •
Crhov •
Deštná •
Dlouhá Lhota •
Doubravice nad Svitavou •
Drnovice •
Habrůvka •
Hodonín •
Holštejn •
Horní Poříčí •
Horní Smržov •
Jabloňany •
Jedovnice •
Kněževes •
Knínice u Boskovic •
Kořenec •
Kotvrdovice •
Kozárov •
Krasová •
Krhov •
Křetín •
Křtěnov •
Křtiny •
Kulířov •
Kunčina Ves •
Kunice •
Kuničky •
Kunštát • 
Lazinov •
Lažany •
Letovice •
Lhota Rapotina •
Lhota u Lysic •
Lhota u Olešnice •
Lipovec •
Lipůvka •
Louka •
Lubě •
Ludíkov •
Lysice •
Makov •
Malá Lhota •
Malá Roudka •
Míchov •
Milonice •
Němčice •
Nýrov •
Obora •
Okrouhlá •
Olešnice •
Olomučany •
Ostrov u Macochy •
Pamětice •
Petrov •
Petrovice •
Prostřední Poříčí •
Rájec-Jestřebí •
Ráječko •
Roubanina •
Rozseč nad Kunštátem •
Rozsíčka •
Rudice •
Šebetov •
Sebranice •
Šebrov-Kateřina •Senetářov •
Skalice nad Svitavou •
Skrchov •
Sloup •
Šošůvka •
Spešov •
Štěchov •
Stvolová •
Sudice •
Suchý •
Sulíkov •
Světlá •
Svinošice •
Svitávka •
Tasovice •
Uhřice •
Újezd u Boskovic •
Újezd u Černé Hory •
Úsobrno •
Ústup •
Valchov •
Vanovice •
Vavřinec • 
Vážany •
Velenov •
Velké Opatovice •
Vilémovice •
Vísky •
Voděrady •
Vranová •
Vysočany •
Závist •
Zbraslavec •
Žďár •
Žďárná •
Žernovník •
Žerůtky

## Principales communes
Population des dix principales communes du district au 1er janvier 2025 et évolution depuis le 1er janvier 2024 :
| Blansko         | 20 002 | en diminution   |
| Boskovice       | 12 508 | en augmentation |
| Letovice        | 7 124  | en diminution   |
| Adamov          | 4 616  | en augmentation |
| Rájec-Jestřebí  | 3 736  | en augmentation |
| Velké Opatovice | 3 457  | en diminution   |
| Kunštát         | 2 891  | en augmentation |
| Černá Hora      | 2 110  | en diminution   |
| Lysice          | 1 966  | en augmentation |
| Svitávka        | 1 925  | en augmentation |